# Dieter Vaitl
Dieter Vaitl (* 1940) ist ein deutscher Psychologe, Wissenschaftler und Buchautor.

## Leben
Nach dem Abitur am humanistischen Gymnasium in Garmisch-Partenkirchen studierte Vaitl mit einem Stipendium des bayerischen Staats (Stipendium für besonders Begabte) Philosophie und Theologie an der Päpstlichen Universität Gregoriana in Rom (Lizenziat in Philosophie 1962) und Psychologie an der Universität Freiburg (Diplom 1967). Von 1967 bis 1969 war er Assistent an der Psychosomatischen Abteilung der Universitätskinderklinik in Freiburg. 1969 ging er an das Psychologische Institut der Universität Münster. Dort promovierte er 1973 und erhielt im gleichen Jahr eine Professur (H3) für Psychophysiologie und Methodenlehre. 1975 folgte ein Ruf auf den Lehrstuhl für Klinische und Physiologische Psychologie an der Justus-Liebig-Universität Gießen, den er bis zu seiner Emeritierung im Jahr 2005 innehatte. Dort gründete er 1988 das Institut für Psychobiologie und Verhaltensmedizin sowie 2000 das Bender Institute of Neuroimaging (BION), in dem ein Magnetresonanztomograph für die psychologische Forschung eingesetzt wird. Von 2001 bis 2020 leitete er das Institut für Grenzgebiete der Psychologie und Psychohygiene (IGPP) in Freiburg im Breisgau. Von 1997 bis 2002 leitete er einen internationalen Forschungsverbund zum Thema „Veränderte Bewusstseinszustände“, der sich mit der neurowissenschaftlichen Erforschung von Trance, Hypnose, Meditation und Halluzinationen befasste.

## Leistungen
Von 1982 bis 1988 war Vaitl Gründungspräsident der Deutschen Gesellschaft für Psychophysiologie und ihre Anwendung (DGPA) sowie Präsident der Vereinigung europäischer Psychophysiologie-Gesellschaften (FEPS) (1994–1996). Er gehört mehreren wissenschaftlichen Fachgesellschaften an: Fellow der International Organisation of Psychophysiology, Mitglied der Wissenschaftlichen Gesellschaft der Universität Frankfurt, Mitglied des Center for the Study of Emotion and Attention des National Institute of Mental Health (USA), an der Universität von Florida. Durch seine Forschung und akademische Lehre trug er zur biologischen Orientierung der deutschen Psychologie bei. Er war lange Jahre Fachgutachter der Deutschen Forschungsgemeinschaft.
Zusammen mit Renate Frank entwickelte er 1983 ein Weiterbildungsprogramm für die Akkreditierung von angehenden Psychologischen Psychotherapeuten/Psychotherapeutinnen, das bundesweit als Modell für Postgraduiertenprogramme in der Verhaltenstherapie diente.
In folgenden Forschungsgebieten führte Vaitl klinisch relevante Grundlagenforschung durch und publizierte die Ergebnisse seiner Studien in renommierten Fachzeitschriften und Sammelwerken:
- Psychophysiologie des Herzkreislaufsystems[2]
- Kardiovaskuläre Einflüsse auf das Zentralnervensystem[3]
- Neurobiologie der Emotionen[4][5]
- Veränderte Bewusstseinszustände[6]

## Auszeichnungen
- 1997: Deutscher Psychologie Preis[7] für seine Arbeiten in der klinisch relevanten psychophysiologischen Forschung und sein Engagement in der Weiterbildung von klinischen Psychologen/Psychologinnen.
- 2007: Ehrenmitglied der Deutschen Gesellschaft für Psychophysiologie und ihre Anwendung (DGPA).

## Schriften (Auswahl)
- Hypertonie (Fortschritte der Psychotherapie, Band 13). Hogrefe, Göttingen 2001, ISBN 978-3-8017-1124-5.
- Meditation: Neurobiologische Grundlagen und klinische Anwendung. Steiner, Stuttgart 2012, ISBN 978-3-515-10286-5.
- Veränderte Bewusstseinszustände: Grundlagen – Techniken – Phänomenologie. Schattauer, Stuttgart 2012, ISBN 978-3-7945-2549-2.
- (mit F. Petermann): Entspannungsverfahren: Das Praxishandbuch. 5. Auflage. Beltz, Weinheim 2014, ISBN 978-3-621-28125-6.
- (mit G. Mayer, M. Schetsche, I. Schmied-Knittel): An den Grenzen der Erkenntnis. Handbuch der wissenschaftlichen Anomalistik. Schattauer, Stuttgart 2015, ISBN 978-3-608-42922-0.
- Ganz normale Verrückte: Das Spektrum außergewöhnlicher Erfahrungen. Steiner, Stuttgart 2020, ISBN 978-3-515-12730-1.
- (Hrsg.): An den Grenzen unseres Wissens. Von der Faszination des Paranormalen. Herder, Freiburg i. Br. 2020, ISBN 978-3-451-38737-1.